# Denham, Western Australia

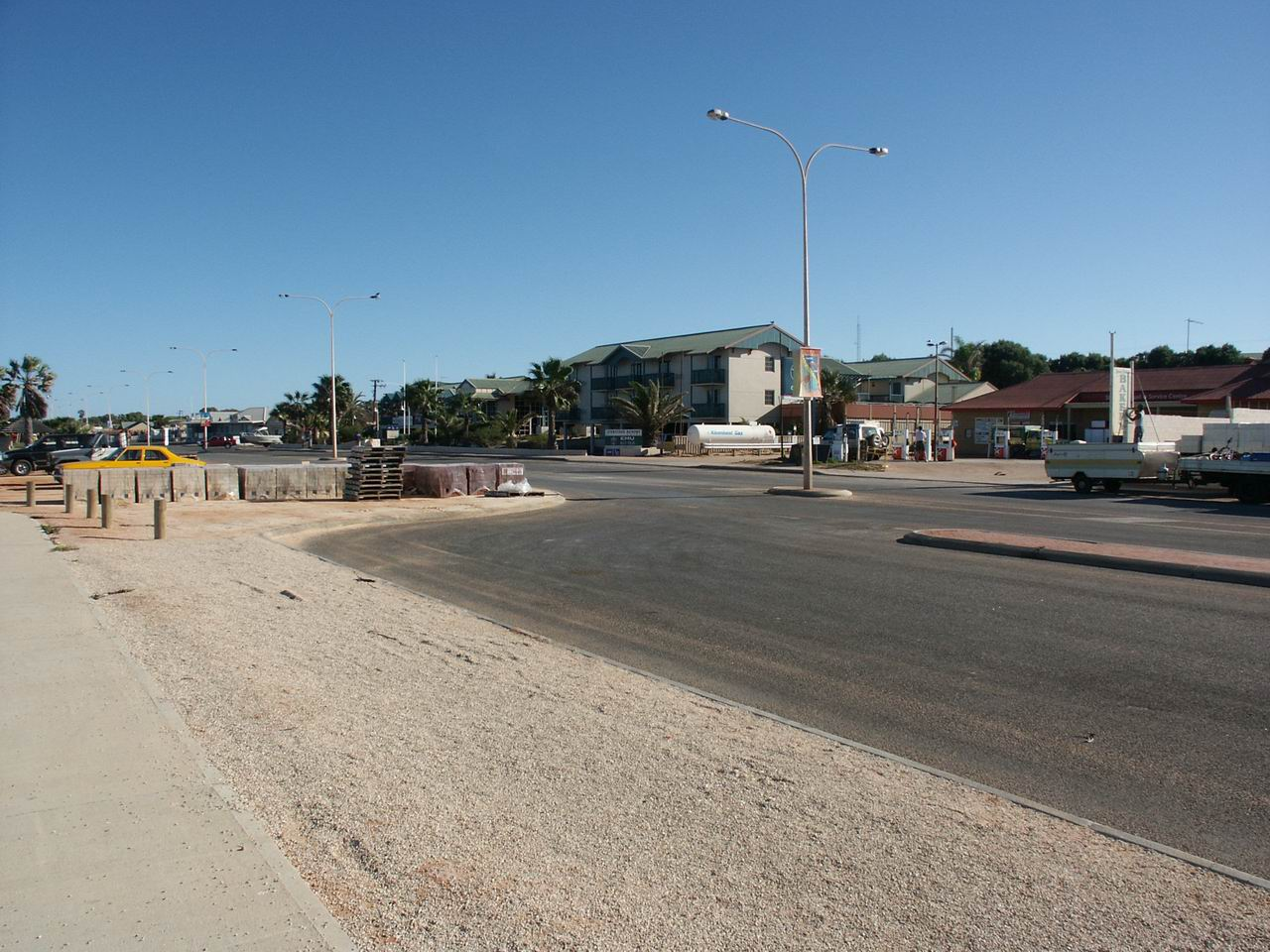
Vy över Denham

Denham är en ort i Western Australia med 607 invånare. Den är huvudort i Shark Bay Shire.
Staden ligger i Peronhalvöns västkust 831 kilometer norr om Perth, och är därmed Australiens västligaste ort. Den är döpt efter kapten Henry Mangles Denham som kartlade Shark Bay år 1858. Idag är Denham en knutpunkt för turister som är ute efter att se delfinerna vid Monkey Mia, som ligger 23 kilometer nordöst om orten. Utöver detta har orten en strand och småbåtshamn. 45 kilometer utanför Denham ligger Shell Beach, även det ett turistmål i trakten.